# باشگاه فوتبال لیورپول در فصل ۰۱–۲۰۰۰
فصل ۲۰۰۰–۰۱ صد و نهمین فصل باشگاه لیورپول پس از بنیان‌گذاری این باشگاه می‌باشد. باشگاه لیورپول این فصل را با تصاحب سه جام اتحادیه ٫ حذفی و یوفا به پایان رساند.
| رقابت       | جایگاه نهایی | بهترین گلزن                         |
| ----------- | ------------ | ----------------------------------- |
| لیگ برتر    | سوم          | مایکل اوون (۱۶ گل)                  |
| جام یوفا    | قهرمان       | نیک بارمبی (۴ گل) مایکل اوون (۴ گل) |
| جام حذفی    | قهرمان       | امیل هسکی (۵ گل)                    |
| جام اتحادیه | قهرمان       | رابی فاولر (۶ گل)                   |
| کل          |              | مایکل اوون (۲۴ گل)                  |

## ترکیب تیم
| شماره |           | پست       | بازیکن                         |
| ----- | --------- | --------- | ------------------------------ |
| ۱     | هلند      | دروازه‌بان | ساندر وسترفلد                  |
| ۲     | سوئیس     | مدافع     | استفان هینچوز                  |
| ۳     | آلمان     | مدافع     | کریستیان سایگه                 |
| ۶     | آلمان     | مدافع     | مارکوس بابل                    |
| ۷     | جمهوری چک | هافبک     | ولادیمیر اسمیچر                |
| ۸     | انگلستان  | مهاجم     | امیل هسکی                      |
| ۹     | انگلستان  |           | رابی فاولر کاپیتان دوم         |
| ۱۰    | انگلستان  | مهاجم     | مایکل اوون                     |
| ۱۱    | انگلستان  | هافبک     | جیمی ردنپ (کاپیتان)            |
| ۱۲    | فنلاند    | مدافع     | سامی هوپیا (دومین کاپیتان دوم) |
| ۱۳    | انگلستان  | هافبک     | دنی مورفی                      |
| ۱۴    | نروژ      | مدافع     | وگارد هگم                      |
| ۱۵    | جمهوری چک | هافبک     | پاتریک برگر                    |
| ۱۶    | آلمان     | هافبک     | دیتمار هامان                   |
| ۱۷    | انگلستان  | هافبک     | استیون جرارد                   |

| شماره |               | پست       | بازیکن         |
| ----- | ------------- | --------- | -------------- |
| ۱۹    | جزیره گوادلوپ | دروازه‌بان | پگی آرفکساد    |
| ۲۰    | انگلستان      | هافبک     | نیک بارمبی     |
| ۲۱    | اسکاتلند      | هافبک     | گری مک آلیستر  |
| ۲۳    | انگلستان      | مدافع     | جیمی کرگر      |
| ۲۴    | فرانسه        | هافبک     | برنار دیومد    |
| ۲۵    | کرواسی        | هافبک     | ایگور بیشچان   |
| ۲۶    | دانمارک       | دروازه‌بان | یورگن نیلسون   |
| ۲۷    | فرانسه        | مدافع     | گریگوری ویگنال |
| ۲۸    | جمهوری ایرلند | هافبک     | ریکی پاتریک    |
| ۲۹    | انگلستان      | مدافع     | استفان رایت    |
| ۳۰    | فرانسه        | مدافع     | جیمی ترائوره   |
| ۳۱    | نروژ          | مدافع     | فرود کیپ       |
| ۳۳    | انگلستان      | هافبک     | آلن ناوارو     |
| ۳۷    | فنلاند        | هافبک     | یاری لیتمانن   |

## نقل انتقالات

### ورودی
| #  | پست       | بازیکن         | از           | مبلغ       | تاریخ           |
| -- | --------- | -------------- | ------------ | ---------- | --------------- |
| ۲۴ | هافبک     | برنار دیومد    | اوسر         | £۳٬۰۰۰٬۰۰۰ | ۷ ژوئن ۲۰۰۰     |
| ۲۱ | هافبک     | گری مک آلیستر  | کاونتری سیتی | آزاد       | ۱ ژوئیه ۲۰۰۰    |
| ۱۹ | دروازه‌بان | پگی آرفکساد    | لستر سیتی    | آزاد       | ۱ ژوئیه۲۰۰۰     |
| ۶  | مدافع     | مارکوس بابل    | بایرن مونیخ  | آزاد       | ۱ ژوئیه۲۰۰۰     |
| ۲۰ | هافبک     | نیک بارمبی     | اورتون       | £۶٬۰۰۰٬۰۰۰ | ۱۸ ژوئیه ۲۰۰۰   |
| ۳  | مدافع     | کریستیان سایگه | میدلزبورو    | £۵٬۵۰۰٬۰۰۰ | ۲۵ ژوئیه ۲۰۰۰   |
| ۲۷ | مدافع     | گریگوری ویگنال | مون‌پلیه      | £۵۰۰٬۰۰۰   | ۲۲ سپتامبر ۲۰۰۰ |
| –  | مهاجم     | دنیل سیولوند   | وستهام       | £۱٬۰۰۰٬۰۰۰ | ۲۸ نوامبر ۲۰۰۰  |
| ۲۵ | هافبک     | ایگور بیشچان   | دینامو زاگرب | £۵٬۵۰۰٬۰۰۰ | ۷ دسامبر۲۰۰۰    |
| ۳۷ | هافبک     | یاری لیتمانن   | بارسلونا     | آزاد       | ۴ ژانویه۲۰۰۱    |

### خروجی
| #  | پست       | بازیکن             | به             | مبلغ       | تاریخ          |
| -- | --------- | ------------------ | -------------- | ---------- | -------------- |
| ۲۰ | مدافع     | استیگ اینگه        | بلکبرن         | £۳۰۰٬۰۰۰   | ۲۶ ژوئن ۲۰۰۰   |
| ۶  | مدافع     | فیل باب            | اسپورتینگ      | آزاد       | ۱ ژوئیه۲۰۰۰    |
| ۲۵ | هافبک     | دیوید تامپسون      | کاونتری سیتی   | £۲٬۷۵۰٬۰۰۰ | ۳ اوت ۲۰۰۰     |
| ۲۱ | مدافع     | دومینیک متئو       | لیدز یونایتد   | £۴٬۷۵۰٬۰۰۰ | ۱۸ اوت ۲۰۰۰    |
| ۱۹ | دروازه‌بان | براد فریدل         | بلکبرن         | آزاد       | ۳ نوامبر ۲۰۰۰  |
| ۴  | مدافع     | ریگوبرت سونگ       | وستهام         | £۲٬۵۰۰٬۰۰۰ | ۲۸ نوامبر ۲۰۰۰ |
| ۵  | مدافع     | استیو استانتون     | استون ویلا     | آزاد       | ۶ دسامبر ۲۰۰۰  |
| ۱۸ | مهاجم     | اریک مییر          | هامبورگ        | آزاد       | ۱۱ دسامبر ۲۰۰۰ |
| ۲۲ | مهاجم     | ابوبکر تیتی کامارا | وستهام یونایتد | £۲٬۶۰۰٬۰۰۰ | ۲۱ دسامبر ۲۰۰۰ |
| ۲۷ | مهاجم     | هوکور اینگی گانسون | کفلاویک        | آزاد       | ۲۷ دسامبر ۲۰۰۰ |
| ۳۲ | مهاجم     | یان نیوبی          | بری            | £۱۰۰٬۰۰۰   | ۲۰ مارس ۲۰۰۱   |

- درآمد:  £۱۳٬۰۰۰٬۰۰۰
- هزینه خرج شده:  £۲۱٬۵۰۰٬۰۰۰
- هزینه کلی:  £۸٬۵۰۰٬۰۰۰

## نتایج

### لیگ برتر
| ۱۹ اوت ۲۰۰۰ ۱ | لیورپول       | ۱–۰ | برادفورد | لیورپول، مرزیساید               |
|               | امیل هسکی ۶۷' |     |          | ورزشگاه: آنفیلد داور: پل دارکین |

| ۲۱ اوت ۲۰۰۰ ۲ | آرسنال                             | ۲–۰   | لیورپول | لندن            |
|               | لورن اتامه مایر ۸' · تیری آنری ۸۹' | گزارش |         | ورزشگاه: هایبری |

| ۲۶ اوت ۲۰۰۰ ۳ | ساوت‌هپتون                                | ۳–۳   | لیورپول                              | ساوت‌همپتون   |
|               | ماریانس پاهرس ۷۳'، ۹۰' · طاهر الخالج ۸۵' | گزارش | مایکل اوون ۲۴'، ۶۴' · سامی هوپیا ۵۵' | ورزشگاه: ددل |

| ۶ سپتامبر ۲۰۰۰ ۴ | لیورپول                 | ۳–۱   | استون ویلا      | لیورپول، مرزیساید             |
|                  | مایکل اوون ۵'، ۱۴'، ۳۳' | گزارش | استیو استون ۸۳' | ورزشگاه: آنفیلد داور: نیل بری |

| ۹ سپتامبر ۲۰۰۰ ۵ | لیورپول                               | ۳–۲   | منچستر سیتی                            | لیورپول، مرزیساید |
|                  | مایکل اوون ۱۱' · دیتمارهامان ۵۶'، ۸۲' | گزارش | ژرژ وه‌آ ۶۷' · کوین هارلوک ۸۱' (پنالتی) | ورزشگاه: آنفیلد   |

| ۱۷ سپتامبر ۲۰۰۰ ۶ | وستهام                     | ۱–۱  | لیورپول          | نیوهام، لندن |
|                   | پابلو دی‌کانیو ۶۹' (پنالتی) | زارش | استیون جرارد ۱۲' |              |

| ۲۳ سپتامبر ۲۰۰۰ ۷ | لیورپول        | ۱–۱   | ساندرلند        | لیورپول، مرزیساید |
|                   | مایکل اوون ۳۰' | گزارش | کوین فیلیپس ۱۴' | ورزشگاه: آنفیلد   |

| ۱ اکتبر ۲۰۰۰ ۸ | چلسی                                                                       | ۳–۰   | لیورپول | فولام، لندن            |
|                | ساندر وسترفلد ۱۰' (گل‌به‌خودی) · جیمی فلوید هاسلبنک ۱۱' · ایگور گودیانسن ۷۱' | گزارش |         | ورزشگاه: استمفورد بریج |

| ۱۵ اکتبر ۲۰۰۰ ۹ | دربی کانتی | ۰–۴    | لیورپول                                   | دربی، دربی شایر     |
|                 |            | Report | امیل هسکی ۱۷'، ۵۴'، ۶۷' · پاتریک برگر ۸۰' | ورزشگاه: پراید پارک |

| ۲۱ اکتبر ۲۰۰۰ ۱۰ | لیورپول       | ۱–۰   | لستر سیتی | لیورپول، مرزیساید |
|                  | امیل هسکی ۶۹' | گزارش |           | ورزشگاه: آنفیلد   |

| ۲۹ اکتبر ۲۰۰۰ ۱۱ | لیورپول                                                   | ۳–۱   | اورتون        | لیورپول، مرزیساید |
|                  | نیک بارمبی ۱۲' · امیل هسکی ۵۵' · پاتریک برگر ۷۸' (پنالتی) | گزارش | کوین کمپل ۱۷' | ورزشگاه: آنفیلد   |

| ۴ نوامبر ۲۰۰۰ ۱۲ | لیدز یونایتد                   | ۴–۳   | لیورپول                                                  | لیدز، وست یورک‌شایر |
|                  | مارک ویدوکا ۲۴'، ۴۶'، ۷۳'، ۷۵' | گزارش | سامی هوپیا ۲' · کریستیان سایگه ۱۸' · ولادیمیر اسمیچر ۶۱' | ورزشگاه: الاند رود |

| ۱۲ نوامبر ۲۰۰۰ ۱۳ | لیورپول                                                  | ۴–۱   | کاونتری سیتی      | لیورپول، مرزیساید |
|                   | گری مک‌آلیستر ۱۳' · استیون جرارد ۵۱' · امیل هسکی ۸۲'، ۸۷' | گزارش | دیوید تامپسون ۵۶' | ورزشگاه: آنفیلد   |

| ۱۹ نوامبر ۲۰۰۰ ۱۴ | تاتنهام                         | ۲–۱   | لیورپول        | لندن                   |
|                   | لس فردیناند ۳۱' · تیم شروود ۴۰' | گزارش | رابی فاولر ۱۷' | ورزشگاه: وایت هارت لین |

| ۲۶ نوامبر ۲۰۰۰ ۱۵ | نیوکاسل                             | ۲–۱   | لیورپول       | نیوکاسل                |
|                   | نولبرتو سولانو ۴' · کایرون دایر ۷۰' | گزارش | امیل هسکی ۷۸' | ورزشگاه: سنت جیمز پارک |

| ۲ دسامبر ۲۰۰۰ ۱۶ | لیورپول                                       | ۳–۰   | چارلتون | لیورپول، مرزیساید |
|                  | مارک فیش ۵' · امیل هسکی ۷۸' · مارکوس بابل ۹۰' | گزارش |         | ورزشگاه: آنفیلد   |

| ۱۰ دسامبر ۲۰۰۰ ۱۷ | لیورپول | ۰–۱   | ایپسویچ تاون       | لیورپول، مرزیساید |
|                   |         | گزارش | مارکوس استوارت ۴۵' | ورزشگاه: آنفیلد   |

| ۱۷ دسامبر ۲۰۰۰ ۱۸ | منچستر یونایتد | ۰–۱   | لیورپول       | ترافورد، منچستر      |
|                   |                | گزارش | دنی مورفی ۴۳' | ورزشگاه: الد ترافورد |

| ۲۳ دسامبر ۲۰۰۰ ۱۹ | لیورپول                                                             | ۴–۰   | آرسنال | لیورپول، مرزیساید |
|                   | استیون جرارد ۱۲' · مایکل اوون ۶۲' · نیک بارمبی ۷۱' · رابی فاولر ۸۴' | گزارش |        | ورزشگاه: آنفیلد   |

| ۲۶ دسامبر ۲۰۰۰ ۲۰ | میدلزبورو           | ۱–۰   | لیورپول | میدلزبورو، نورث یورکشایر |
|                   | کریستیان کارمبو ۴۴' | گزارش |         | ورزشگاه: ریورساید        |

| ۱ ژانویه ۲۰۰۱ ۲۲ | لیورپول                            | ۲–۱   | ساوت‌همپتون           | لیورپول، مرزیساید |
|                  | استیون جرارد ۱۲' · مارکوس بابل ۸۶' | گزارش | ترون ایگلت سولوت ۲۰' | ورزشگاه: آنفیلد   |

| ۱۳ ژانویه ۲۰۰۱ ۲۳ | استون ویلا | ۰–۳   | لیورپول                               | بیرمنگهام          |
|                   |            | گزارش | دنی مورفی ۲۴'، ۵۳' · استیون جرارد ۳۲' | ورزشگاه: ویلا پارک |

| ۲۰ ژانویه ۲۰۰۱ ۲۴ | لیورپول | ۰–۰   | میدلزبورو | لیورپول، مرزیساید |
|                   |         | گزارش |           | ورزشگاه: آنفیلد   |

| ۳۱ ژانویه ۲۰۰۱ ۲۵ | منچسترسیتی    | ۱–۱   | لیورپول       | منچستر           |
|                   | دنی تیاتو ۴۸' | گزارش | امیل هسکی ۴۳' | ورزشگاه: مین رود |

| ۳ فوریه ۲۰۰۱ ۲۶ | لیورپول                                   | ۳–۰   | وستهام | لیورپول، مرزیساید |
|                 | ولادیمیر اسمیچر ۲۰' · رابی فاولر ۴۵'، ۵۷' | گزارش |        | ورزشگاه: آنفیلد   |

| ۱۰ فوریه ۲۰۰۱ ۲۷ | ساندرلند         | ۱–۱   | لیورپول                   | ساندرلند، ویرساید |
|                  | دان هاتکیسون ۵۱' | گزارش | یاری لیتمانن ۷۹' (پنالتی) | ورزشگاه: لایت     |

| ۳ مارس ۲۰۰۱ ۲۸ | لستر سیتی                       | ۲–۰   | لیورپول | لستر، لستر شایر        |
|                | اده آکینبای ۵۱' · مازی ایزت ۹۰' | گزارش |         | ورزشگاه: فیلبرت استریت |

| ۱۸ مارس ۲۰۰۱ ۲۹ | لیورپول        | ۱–۱   | دربی کانتی    | لیورپول، مرزیساید |
|                 | مایکل اوون ۵۲' | گزارش | دان بارتون ۹' | ورزشگاه: آنفیلد   |

| ۳۱ مارس ۲۰۰۱ ۳۰ | لیورپول                           | ۲–۰   | منچستر یونایتد | لیورپول، مرزیساید |
|                 | استیون جرارد ۱۶' · رابی فاولر ۴۰' | گزارش |                | ورزشگاه: آنفیلد   |

| ۱۰ آوریل ۲۰۰۱ ۳۱ | ایپسویچ تاون      | ۱–۱   | لیورپول       | ایپسویچ، سافولک     |
|                  | آلن آرمسترانگ ۷۷' | گزارش | امیل هسکی ۴۶' | ورزشگاه: پورتمن رود |

| ۱۳ آوریل ۲۰۰۱ ۳۲ | لیورپول          | ۱–۲   | لیدز یونایتد                  | لیورپول، مرزیساید |
|                  | استیون جرارد ۵۵' | گزارش | ریو فردیناند ۴' · لی بویر ۳۳' | ورزشگاه: آنفیلد   |

| ۱۶ آوریل ۲۰۰۱ ۳۳ | اورتون                                        | ۲–۳   | لیورپول                                            | لیورپول، مرزیساید     |
|                  | دانکن فرگوسن ۴۲' · دیوید آنسورث ۸۳' (پنالتی.) | گزارش | امیل هسکی ۵' · مارکوس بابل ۵۷' · گری مک آلیستر ۹۰' | ورزشگاه: گودیسون پارک |

| ۲۲ آوریل ۲۰۰۱ ۳۴ | لیورپول                                                    | ۳–۱   | تاتنهام         | لیورپول، مرزیساید |
|                  | امیل هسکی ۷' · گری مک آلیستر ۷۳' (پنالتی) · رابی فاولر ۸۸' | گزارش | ویلم کورستن ۲۴' | ورزشگاه: آنفیلد   |

| ۲۸ آوریل ۲۰۰۱ ۳۵ | کاونتری سیتی | ۰–۲   | لیورپول                            | کاونتری              |
|                  |              | گزارش | سامی هوپیا ۸۳' · گری مک آلیستر ۸۶' | ورزشگاه: های‌فیلد رود |

| ۱ مه ۲۰۰۱ ۳۵ | برادفورد سیتی | ۰–۲   | لیورپول                            | برادفورد          |
|              |               | گزارش | مایکل اوون ۴۷' · گری مک آلیستر ۶۷' | ورزشگاه: ولی پرید |

| ۵ مه ۲۰۰۱ ۳۶ | لیورپول                  | ۳–۰   | نیوکاسل یونایتد | لیورپول، مرزیساید |
|              | مایکل اوون ۲۵'، ۷۲'، ۸۱' | گزارش |                 | ورزشگاه: آنفیلد   |

| ۸ مه ۲۰۰۱ ۳۷ | لیورپول            | ۲–۲   | چلسی                        | لیورپول، مرزیساید |
|              | مایکل اوون ۸'، ۶۰' | گزارش | جیمی فلوید هاسلبنک ۱۳'، ۶۷' | ورزشگاه: آنفیلد   |

| ۱۹ مه ۲۰۰۱ ۳۸ | چارلتون اتلتیک | ۰–۴   | لیورپول                                              | لندن          |
|               |                | گزارش | رابی فاولر ۵۵'، ۷۱' · دنی مورفی ۶۰' · مایکل اوون ۸۱' | ورزشگاه: لندن |

### رده‌بندی
| رده | باشگاه             | بازی | برد | مساوی | باخت | زده | خورده | تفاضل | امتیاز | وضعیت                          |
| --- | ------------------ | ---- | --- | ----- | ---- | --- | ----- | ----- | ------ | ------------------------------ |
| ۱   | منچستر یونایتد (ق) | ۳۸   | ۲۴  | ۸     | ۶    | ۷۹  | ۳۱    | ۴۸    | ۸۰     | لیگ قهرمانان اروپا             |
| ۲   | آرسنال             | ۳۸   | ۲۰  | ۱۰    | ۸    | ۶۳  | ۳۸    | ۲۵    | ۷۰     | لیگ قهرمانان اروپا             |
| ۳   | لیورپول            | ۳۸   | ۲۰  | ۹     | ۹    | ۷۱  | ۳۹    | ۳۲    | ۶۹     | لیگ قهرمانان اروپا ٫ دور گروهی |
| ۴   | لیدز یونایتد       | ۳۸   | ۲۰  | ۸     | ۱۰   | ۶۴  | ۴۳    | ۲۱    | ۶۸     | جام یوفا ٫ دور نخست            |
| ۵   | ایپسویچ تاون       | ۳۸   | ۲۰  | ۶     | ۱۲   | ۵۷  | ۴۲    | ۱۵    | ۶۶     | جام یوفا ٫ دور نخست            |
| ۶   | چلسی               | ۳۸   | ۱۷  | ۱۰    | ۱۱   | ۶۸  | ۴۵    | ۲۳    | ۶۱     | جام یوفا ٫ دور نخست            |

### جام حذفی
| ۶ ژانویه ۲۰۰۱ ۳ | لیورپول                             | ۳–۰   | روترهام یونایتد | لیورپول، مرزیساید                 |
|                 | امیل هسکی ۴۷' ۷۵' · دیتمارهامان ۷۳' | گزارش |                 | ورزشگاه: آنفیلد تماشاگران: ۳۰٬۶۸۹ |

| ۲۷ ژانویه ۲۰۰۱ ۴ | لیدز یونایتد | ۰–۲   | لیورپول                        | لیدز، وست یورک‌شایر                   |
|                  |              | گزارش | نیک بارمبی ۸۸' · امیل هسکی ۹۰' | ورزشگاه: الاند رود تماشاگران: ۳۷٬۱۰۸ |

| ۱۸ فوریه ۲۰۰۱ ۵ | لیورپول                                                                                   | ۴–۲   | منچستر سیتی                        | لیورپول، مرزیساید                                 |
|                 | یاری لیتمانن ۷' (پنالتی) · امیل هسکی ۱۳' · ولادیمیر اسمیچر ۵۴' (پنالتی) · مارکوس بابل ۸۵' | گزارش | آندری کانچلسکیس ۲۹' · شان گوتر ۹۰' | ورزشگاه: آنفیلد تماشاگران: ۳۶٬۲۳۱ داور: گراهام پل |

| ۱۱ مارس ۲۰۰۱ ۶ | ترانمر راورز                    | ۲–۴   | لیورپول                                                                     | برکن‌هد، ویرل                                          |
|                | استیون یتس ۴۷' · وین آلیسون ۵۸' | گزارش | دنی مورفی ۱۲' · مایکل اوون ۲۷' · استیون جرارد ۵۲' · رابی فاولر ۸۲' (پنالتی) | ورزشگاه: پرنتون پارک تماشاگران: ۱۶٬۳۴۲ داور: آلن ویلی |

| ۸ آوریل ۲۰۰۱ نیمه نهایی | وایکام واندررز | ۱–۲   | لیورپول                        | بیرمنگهام، وست میدلند                                |
| ۱۶:۰۰                   | کیث رایان ۸۸'  | گزارش | امیل هسکی ۷۸' · رابی فاولر ۸۳' | ورزشگاه: ویلا پارک تماشاگران: ۴۰٬۰۳۷ داور: پل دارکین |

| ۱۲ مه ۲۰۰۱ فینال | آرسنال       | ۱–۲   | لیورپول             | کاردیف                             |
| ۱۵:۰۰ BST        | لیونگبرگ ۷۲' | گزارش | مایکل اوون ۸۳'، ۸۸' | ورزشگاه: میلنیوم تماشاگران: ۷۲٬۵۰۰ |

### جام اتحادیه
| ۱ نوامبر ۲۰۰۰ ۳ | لیورپول                         | ۲–۱ (وقت اضافه) | چلسی               | لیورپول ٫ مرزیساید                |
|                 | دنی مورفی ۱۱' · رابی فاولر ۱۰۴' | گزارش           | جان‌فرانکو زولا ۲۹' | ورزشگاه: آنفیلد تماشاگران: ۲۹٬۳۷۰ |

| ۲۹ نوامبر ۲۰۰۰ ۴ | استوک سیتی | ۰–۸   | لیورپول | استوک آن ترنت                       |
|                  |            | گزارش | کریستیان سایگه ۶' · ولادیمیر اسمیچر ۲۶' · مارکوس بابل ۲۸' · رابی فاولر ۲۶'، ۸۲'، ۸۵' (پنالتی) · سامی هوپیا ۵۹' · دنی مورفی ۶۵' | ورزشگاه: بریتانیا تماشاگران: ۲۷٬۱۰۹ |

| ۱۳ دسامبر ۲۰۰۰ ۵ | لیورپول                                                  | ۳–۰ (وقت اضافه) | فولام | لیورپول                           |
|                  | مایکل اوون ۱۰۵' · ولادیمیر اسمیچر ۱۱۴' · نیک بارمبی ۱۲۰' | گزارش           |       | ورزشگاه: آنفیلد تماشاگران: ۲۰٬۱۴۴ |

| ۱۰ ژانویه ۲۰۰۱ نیمه نهایی دور رفت | کریستال پالاس                           | ۲–۱     | لیورپول             | کرویدون، لندن                          |
| ۲۰:۰۰                             | آندریا رابینس ۵۶' · کلینتون موریسون ۷۷' | [گزارش] | ولادیمیر اسمیچر ۷۸' | ورزشگاه: سلهرست پارک تماشاگران: ۲۵٬۹۳۳ |

| ۲۴ ژانویه ۲۰۰۱ نیمه نهایی دور برگشت | لیورپول                                                                      | ۵–۰   | کریستال پالاس | لیورپول                                           |
| ۲۰:۰۰                               | ولادیمیر اسمیچر ۱۳' · دنی مورفی ۱۵'، ۵۱' · ایگور بیشچان ۱۸' · رابی فاولر ۸۹' | گزارش |               | ورزشگاه: آنفیلد تماشاگران: ۴۱٬۸۵۴ داور: پل دارکین |

| ۲۵ فوریه ۲۰۰۱ فینال                                                                  | لیورپول        | ۱–۱ (وقت اضافه) (۵–۴ پنالتی)                                                           | بیرمنگام سیتی         | کاردیف                             |
| ۱۵:۰۰ GMT                                                                            | رابی فاولر ۳۰' | گزارش                                                                                  | دارن پرس ۹۰' (پنالتی) | ورزشگاه: میلنیوم تماشاگران: ۷۳٬۵۰۰ |
|                                                                                      | ضربات پنالتی   |                                                                                        |                       |                                    |
| گری مک آلیستر · نیک بارمبی · کریستیان سایگه · دیتمارهامان · رابی فاولر · جیمی کاراگر |                | مارتین گرینگر · دارن پرس · مارسلو دو سانتوس · ستن لازریدس · برایان هاگز · اندرو جانسون |                       |                                    |

#### جام یوفا

##### دور نخست
| ۱۴ سپتامبر ۲۰۰۰ | راپید بخارست | ۰–۱   | لیورپول        | بخارست، رومانی                              |
|                 |              | گزارش | نیک بارمبی ۲۹' | ورزشگاه: استاندیول گیولشتی داور: ان ولگارتز |

| ۲۸ سپتامبر ۲۰۰۰ | لیورپول | ۰–۰ | راپید بخارست | لیورپول، انگلستان |
|                 |         |     |              | ورزشگاه: آنفیلد   |

##### دور دوم
| ۲۶ اکتبر ۲۰۰۰ | لیورپول       | ۱–۰ | اسلوان لیبرتس | لیورپول، انگلستان                   |
|               | امیل هسکی ۸۷' |     |               | ورزشگاه: آنفیلد داور: ماسیمو بوساکا |

| ۹ نوامبر ۲۰۰۰ | اسلوان لیبرتس                    | ۲–۳   | لیورپول                                         | لیبرتس، جمهوری چک                                |
|               | ییری اشتاینر ۹' · دیوید بردا ۸۹' | گزارش | نیک بارمبی ۳۱' · امیل هسکی ۷۶' · مایکل اوون ۸۲' | ورزشگاه: استادیون او نیسی داور: ادگار اشتاینبورن |

##### دور سوم
| ۲۳ نوامبر ۲۰۰۰ | المپیاکوس                       | ۲–۲ | لیورپول                           | پیره، یونان         |
|                | الکساندروس الکساندریاس ۶۵'، ۸۹' |     | نیک بارمبی ۳۸' · استیون جرارد ۶۶' | ورزشگاه: المپیک آتن |

| ۷ دسامبر ۲۰۰۰ | لیورپول                        | ۲–۰   | المپیاکوس | لیورپول، انگلستان |
|               | امیل هسکی ۲۸' · نیک بارمبی ۶۰' | گزارش |           | ورزشگاه: آنفیلد   |

##### دور چهارم
| ۱۵ فوریه ۲۰۰۱ | رم | ۰–۲   | لیورپول             | رم، ایتالیا                         |
|               |    | گزارش | مایکل اوون ۴۶'، ۷۲' | ورزشگاه: المپیک رم داور: مارکوس مرک |

| ۲۲ فوریه ۲۰۰۱ | لیورپول | ۰–۱   | رم             | لیورپول، انگلستان                        |
|               |         | گزارش | جیانی گیگو ۷۰' | ورزشگاه: آنفیلد داور: خوزه گارسیا آراندا |

##### یک‌چهارم
| ۸ مارس ۲۰۰۰ | پورتو | ۰–۰   | لیورپول | پورتو، پرتغال                                    |
|             |       | گزارش |         | ورزشگاه: استادیو دا آنتاس داور: پیرلوئیجی کولینا |

| ۱۵ مارس ۲۰۰۱ | لیورپول                        | ۲–۰   | پورتو | لیورپول، انگلستان                       |
|              | دنی مورفی ۳۳' · مایکل اوون ۳۷' | گزارش |       | ورزشگاه: آنفیلد داور: کیم میلتون نیلسون |

##### نیمه نهایی
| ۵ آوریل ۲۰۰۱ | بارسلونا | ۰–۰   | لیورپول | بارسلونا، اسپانیا                |
|              |          | گزارش |         | ورزشگاه: نیوکمپ داور: هلموت کورگ |

| ۱۹ آوریل ۲۰۰۱ | لیورپول                    | ۱–۰   | بارسلونا | لیورپول، انگلستان               |
|               | گری مک آلیستر ۴۴' (پنالتی) | گزارش |          | ورزشگاه: آنفیلد داور: اورس مه‌یر |

##### فینال
| ۱۶ مه ۲۰۰۱ فینال | لیورپول | ۵–۴ (و.ا.) | دپورتیو آلاوس                                            | دورتموند، آلمان                                     |
| ۲۰:۴۵            | مارکوس بابل ۴' · استیون جرارد ۱۶' · گری مک آلیستر ۴۱' (پنالتی) · رابی فاولر ۷۳' · دلفی گیل '۱۱۷ (گل به خودی) | گزارش      | ایوان آلونسو ۲۷' · ژاوی مورنو ۴۸'، ۵۱' · یوردی کرویف ۸۹' | ورزشگاه: وست فالن تماشاگران: ۴۸٬۰۵۰ داور: جیل ویزیه |